# Атлас (издательство)
А́тлас — книжная фабрика и издательство во Львове.

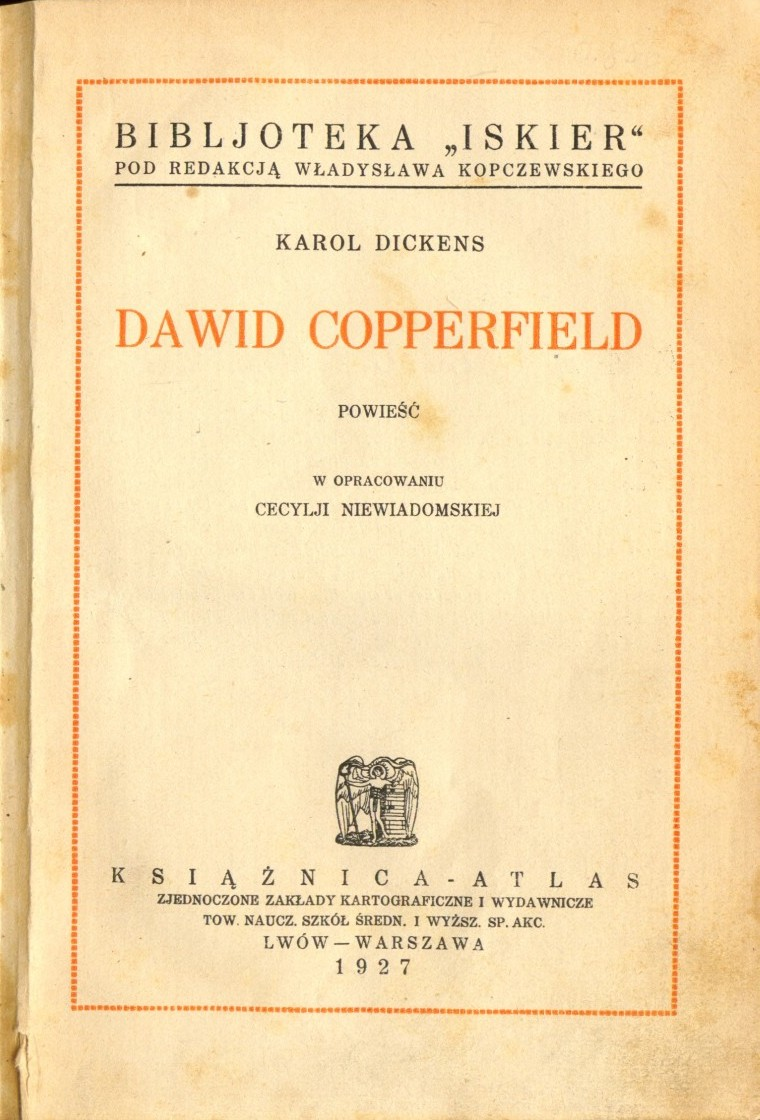
Одна из книг издательства «Książnica-Atlas», выпущенная в 1927 году

## История

### 1921—1939 годы
Книжная фабрика «Атлас» была основана в 1921 году в польском Львове Евгением Ромером (пол. Eugeniusz Romer), географом, картографом и основателем современной польской картографии. Первоначально «Атлас» специализировался в издании географических карт. В 1924 году фабрика была объединена с основанным в 1884 году издательством «Польская библиотека» (пол. Książnica Polska), в результате чего возникла новая фирма Библиотека-Атлас (пол. Książnica-Atlas). К её номенклатуре изданий были добавлены учебники школ и высших учебных заведений, а работа, кроме Львова стала проходить ещё и в Варшаве.
В период с 1924 по 1939 годы издательство «Библиотека-Атлас» было одним из крупнейших в предвоенной Польше, выпуская полиграфическую продукцию самого широкого ассортимента, включая книги для молодёжи.

### После 1946 года
По завершении Второй мировой войны, Евгений Ромер, оказался в польском Вроцлаве, где в 1946 году вновь создал издательство «Библиотека-Атлас», которое просуществовало до 1951 года, а затем перешло в собственность государства. В свою очередь, в советском Львове была воссоздана книжная фабрика «Атлас» (укр. Львівська книжкова фабрика «Атлас»), которая с 1995 года в украинском Львове действует ещё и как издательство.

## Настоящее время
В настоящее время Львовская фабрика «Атлас» специализируется на выпуске книжной и изобразительной продукции. Она выполняет полный цикл услуг: допечатную подготовку, печатание, переплётно-брошюровальные работы.